# Basilica di San Pietro (Collesano)
La basilica di San Pietro è la chiesa madre di Collesano.

## Storia e descrizione
Edificata a partire dalla seconda metà del Quattrocento, è stata consacrata nel 1548. Presenta un impianto basilicale a tre navate ed una scenografica scalinata d'accesso realizzata nel Seicento. Il prospetto è invece degli inizi del Novecento. Al suo interno conserva numerose opere d'arte del Cinquecento e del Seicento, come lo splendido ciclo di affreschi con storie dei santi Pietro e Paolo di Gaspare Vazzano detto Zoppo di Gangi (1624) nelle pareti del presbiterio o il Crocifisso sospeso della navata centrale, sorretto da un apparato ligneo di grande suggestione e dipinto nel verso con la resurrezione di Cristo (1555). La basilica custodisce inoltre numerosi dipinti su tela e su tavola e statue lignee provenienti perlopiù da altre chiese di Collesano. Di notevole rilievo sono ancora l'organo cinquecentesco, rifatto nel Seicento da mastro Antonino La Valle (1627), il coro ligneo cinquecentesco, opera dell'intagliatore collesanese Andrea Russo, e il grandioso tabernacolo marmoreo della fine del Quattrocento (1489) proveniente dalla chiesa di Santa Maria Assunta. Nella cappella terminale della navata sinistra è conservata la tela raffigurante l'Annunciata, la "Madonna dei Miracoli", patrona di Collesano.
Nel gennaio del 1983 papa Giovanni Paolo II l'ha elevata alla dignità di basilica minore.

## Navata centrale
La navata centrale è sovrastata dal Crocifisso della Provvidenza, datato 1555, attribuito per la parte lignea a Vincenzo Pernaci e dipinto dal pittore Antonello Sillaro.
Si tratta di una grandiosa “macchina” lignea eretta su mensoloni sostenuti da arpie, affiancata da sculture che raffigurano la Vergine Maria e San Giovanni Evangelista, mentre sul retro vi è dipinta la Resurrezione di Cristo raffigurata sopra la tomba aperta e scoperchiata con i dolenti scolpiti a tutto tondo ai lati su appositi bracci: Re Davide, i profeti Isaia, Geremia e Daniele e San Gregorio Magno, Sant'Ambrogio e Sant'Agostino. Il tutto, sotto il tetto ligneo a capriate, sormontato da un grandioso baldacchino sagomato.

## Cappella del Santissimo Sacramento
Gli stucchi e le statue sono stati realizzati nel 1619 da Giuseppe Li Volsi, le sculture della tribuna disposte su due ordini a decoro del ciborio raffigurano Santa Barbara, Santa Maria Maddalena, Sant'Agata e Santa Cristina.
Il ciclo di pitture dedicato all'Eucaristia, opera di Giuseppe Salerno, detto lo Zoppo di Gangi, è costituito da ventuno affreschi di cui solo alcuni in buono stato di conservazione, tra essi l'Ultima Cena.
Sulla parete laterale l'icona dedicata a Baldassare Massa, figlio del marmoraro Giuliano, realizzata nel 1555. Nel primo registro è raffigurato Dio Padre tra gli angeli e figure grottesche, nel secondo Gesù Risorto tra San Pietro e San Paolo, nell'ultimo l'Immacolata Concezione delimitata dalle figure di Giovanni l'evangelista e San Biagio Vescovo, quest'ultimo verosimilmente il primitivo titolare dell'ambiente.
Sotto l'icona è incastonata una predella di stile diverso, raffigurante gli Apostoli disposti in coppie, fattura attribuibile alla mano di Antonello Gagini.
Sulla parete dell'ultima campata della navata laterale destra, prima di accedere alla Cappella del Santissimo Sacramento - (non esiste un vero e proprio transetto) - è presente il tabernacolo in marmo del 1489 attribuito a Domenico Gagini con la collaborazione di Giovanni Gagini, Giorgio da Milano, Andrea Mancino e rispettive botteghe.
Nella predella la raffigurazione in bassorilievo di Gesù tra gli Apostoli e lo stemma del committente Francesco Sunzerio.
Nel registro centrale il ciborio collocato fra dodici cherubini adoranti, ai lati in nicchie e scomparti le raffigurazioni degli Evangelisti e dei Dottori della chiesa. Nell'ordine superiore la lunetta con la raffigurazione della Natività di Gesù, in basso la Crocifissione tra le figure di San Pietro e San Paolo, il tutto delimitato da due candelabra ai lati. In alto Dio Padre fra angeli, ai lati le raffigurazioni dell'Angelo Annunciante e della Vergine Annunciata, registro delimitato da due candelabra.

## Altare maggiore e presbiterio
Il cappellone contempla:
- Un ciclo decorativo in stucco ispirato al tema della Glorificazione dell'Eterno Padre.
- Un ciclo pittorico articolato in ventidue ovali e tredici riquadri incentrato sul mistero di Vita, Passione, Morte e Risurrezione di Cristo e sulla missione apostolica della Chiesa. L'opera costituisce una vera e propria bibbia illustrata per il popolo meno colto, opera di Gaspare Vazzano, autografa e personalizzata con la dicitura Gaspar Vazano vvlgo dicto lv Zoppv di Gange, realizzata negli anni a cavallo il 1618 e il 1624.[4]

Il ciclo pittorico dell'arco trionfale contempla le figure di Santo Stefano protomartire con le pietre, simbolo del martirio per lapidazione, San Basilio Magno e Sant'Atanasio Vescovo da un lato e dall'altro San Lorenzo con la graticola, San Gregorio Nazianzeno e Giovanni Crisostomo: due martiri delle origini e quattro dottori della Chiesa orientale. Poi ancora San Gioacchino con Matteo l'apostolo e Giovanni l'evangelista e quindi Sant'Anna con Luca l'evangelista e Marco l'evangelista. La volta del cappellone è decorata da affreschi che ritraggono scene della vita di Cristo: Natività di Gesù, Adorazione dei Magi, Circoncisione di Gesù, Battesimo, Convito di Betania, Tentazione del deserto, Resurrezione, Trasfigurazione e Trinità.
I quadroni del presbiterio sono divisi da paraste recanti tondi raffiguranti Sante martiri, gli episodi sono separati da cornici costituite da volute, puttini e dalle figure allegoriche in monocromo raffiguranti la Prudenza, la Temperanza, la Fortezza e la Giustizia.
- Parete sinistra con quadroni raffiguranti la Chiamata di Pietro e la Crocifissione di San Pietro.
- Parete destra con quadroni raffiguranti la Conversione di Saulo sulla via di Damasco e la Decapitazione di San Paolo. Al di sotto sono riprodotti i versetti biblici esplicativi.

Sulla parete di fondo, ai lati della pala l'ottocentesca tela dell'Assunzione della Vergine che sostituì l'originale del Vazzano, sono riprodotti la Consegna delle Chiavi e i Santi Pietro e Paolo in carcere. Nel registro superiore sono raffigurati Gesù fra i Dottori della Chiesa e la Cacciata dei mercanti dal tempio.
Per la realizzazione degli affreschi lo Zoppo di Gangi si avvalse della collaborazione di Simone lo Guasto, Francesco Costantino, Giacomo de Arena, anche se spesso si ravvisano tratti stilistici che portano ad ipotizzare l'intervento di un collaboratore identificato talvolta con Giuseppe Salerno, in altri casi con Giovanni Giacomo Lo Varchi.

## Opere
- 1618, Santa Maria degli Angeli raffigurata tra Santa Caterina d'Alessandria, San Francesco d'Assisi, Sant'Andrea Apostolo, Santa Maria Maddalena, opera di Gaspare Bazzano proveniente dalla chiesa di Santa Maria degli Angeli del convento dell'Ordine dei frati minori cappuccini e trasferita nel 1926 nella navata sinistra.
- XV secolo, Maria Santissima dei Miracoli, patrona di Collesano, opera di autore ignoto. Nel 1643, il pittore collesanese Giovanni Giacomo Lo Varchi vi aggiunse il Padre Eterno della parte superiore. Quadro custodito nella Cappella del Crocifisso.
- ?, Annunciazione, olio su tela, opera proveniente dal castello, dal 1848 nella Cappella dell'Annunziata.
- 1596, Santa Caterina d'Alessandria, dipinto su tavola, opera di Giuseppe d'Alvino detto il «Sozzo» proveniente dalla diruta chiesa di Santa Caterina d'Alessandria.[5]
- XVI secolo, San Giovanni Battista, statua, opera d'ignoto scultore.
- 1632c., Crocifisso, opera di Giovan Paolo Del Duca.